# Cristatogobius nonatoae
Cristatogobius nonatoae är en fiskart som först beskrevs av Ablan, 1940.  Cristatogobius nonatoae ingår i släktet Cristatogobius och familjen smörbultsfiskar. Inga underarter finns listade i Catalogue of Life.